# Ривера Эррера, Луис Хорхе
Луис Хорхе Ривера Эррера (род. в 1972 году, Трухильо-Альто, Пуэрто-Рико, США) — пуэрто-риканский экологический активист. В 2016 году награждён Премией Голдманов в области охраны окружающей среды за деятельность по защите природного заповедника «Северо-восточный экологический коридор» (CEN).

## Деятельность
Луис Хорхе Ривера Эррера всю жизнь прожил в Пуэрто-Рико, он родился и вырос в Трухильо-Альто (район недалеко от Сан-Хуана). В возрасти восьми лет он принял решение защищать окружаю среду, после того как увидел, как бульдозеры разрушили ферму, которая принадлежала его семье на протяжении четырёх поколений, поскольку земля была экспроприирована правительство Пуэрто-Рико с целью построить очистные сооружения.
По его словам: «я принял решение, что когда вырасту, я буду учиться и работать в чём-то, связанном с охраной окружающей среды». 
Он изучал окружающую среду в Университете Пуэрто-Рико, а позже получил степень магистра экологического планирования.
С раннего детства Луи был вовлечен в экологическую борьбу. В университете он организовал посещение природного заповедника Лас-Кабесас-де-Сан-Хуан. После окончания университета он работал в Сан-Хуане в Агентстве по охране окружающей среды США, а затем стал соучредителем организации под названием «Инициатива устойчивого развития». С 1999 года по настоящее время он внёс большой вклад в освещении вопроса сохранения «Северо-восточного экологического коридора», а также сыграл ключевую роль в кампании по сохранению.
«Северо-восточный экологический коридор» — это район прибрежной полосы национального леса Эль-Юнке на северном побережье Пуэрто-Рико, признанной экологической ценностью. В этой хрупкой экосистеме влажных и болотистых районов обитает более 50 редких, находящихся под угрозой исчезновения видов, многие из которых являются эндемичными. Особое значение имеет кожистая черепаха (находящаяся под угрозой исчезновения), которая гнездуется в «Северо-восточном экологическом коридоре».

По словам Ариэля Луго, научного директора Международного института тропических лесов: 
«пуэрториканцы начинают понимать. Раньше мы их ели, теперь мы защищаем их, потому что они представляют собой вид биоразнообразия, которое не принадлежит нам, оно принадлежит миру».